# Pieter Grootveld sr.
Pieter Grootveld sr. (Scheveningen, 1888 - 1986) was tijdens de Tweede Wereldoorlog, naast eerder op een andere spionagelogger, vervolgens voor de duur van zijn eerste - en tevens laatste - reis schipper op de spionagelogger KW 110.
Op 29 augustus 1942 werd de Duitsgezinde schipper - die met het bewuste vissersschip zogenaamd onderweg was naar de haringgronden - door zijn bemanning met een vooropgezet doel overmeesterd. De bemanning, aspirant-Engelandvaarders, kaapte volgens plan het schip en koerste ermee naar Engeland. Grootveld accepteerde weldra de geplande muiterij. Direct hierna werd de eveneens aan boord aanwezige - en van bewapening voorziene - V-Mann  en marconist Johannes Albertus Dijkstra uit het onderdekse verblijf naar boven gelokt en overweldigd. Na uitvoerige verhoren in Engeland werden zowel Pieter Grootveld sr. als de V-Mann Dijkstra naar een interneringskamp op het eiland Man getransporteerd en daar vastgezet. Zij werden geïnterneerd op grond van een aangetoonde collaboratie met de Duitsers.
Op 2 juli 1945 werd Grootveld vanuit Engeland overgevlogen naar Nederland waar hij werd overgebracht naar het Huis van Bewaring te Scheveningen en vervolgens naar dat in Amsterdam. Grootveld ontkende te hebben geweten van het bestaan van schepen (ook dat waarmee hij laatstelijk voer) welke door de Duitsers waren ingezet als zogenaamde spionageloggers. In april 1946 werd hij vrijgelaten en later dat jaar onvoorwaardelijk buiten vervolging gesteld. In 1949 werd hem het Mobilisatie-Oorlogskruis verleend. Enkele jaren nadien kreeg hij een schadeloosstelling voor de tijd die hij in Nederland in detentie had moeten doorbrengen.